# Región de Denguélé
Denguélé fue hasta 2011 una de las diecinueve regiones que componían Costa de Marfil. La capital era Odienné. Tenía una superficie de 20.600 km², que en términos de extensión es similar a la de El Salvador o Eslovenia. Su población era de (2002 estimado) 277.000 habitantes. 

## Departamentos
La región estaba dividida en solo en el departamento de Odienné, luego incorporó Madinani y Minignan.